# You Kill Me (CSI)
«You Kill Me», titulado en español «Me matas», es el octavo episodio de la octava temporada de la serie de televisión estadounidense de la CBS CSI: Crime Scene Investigation, que se desarrolla en Las Vegas, Nevada. Fue estrenado el 22 de noviembre de 2007. 

## Introducción
David Hodges le plantea asesinatos hipotéticos a sus compañeros de laboratorio en un juego de mesa que él ha creado, llamado "Lab Rats", donde el jugador debe ponerse en el rol de un investigador CSI. Mientras tanto, los miembros del equipo intentan mostrarle su apoyo a Grissom tras la salida de Sara Sidle de Las Vegas.

## Argumento
Se muestra a Archie en el laboratorio clasificando unos paquetes de cocaína dentro de una maleta, cuando al momento de la manipulación de un paquete se provoca una increíble explosión que termina con el CSI muerto. Se muestra el caos en el laboratorio tras lo sucedido, momento en que un "diabólico" Hodges entra en escena con una risa de satisfacción. Corte de escena, Hodges le explica a Wendy Simms de que se trata el juego y la esencia tras este.

### Primer Juego
Jugadores: Wendy Simms.
Víctima: Archie Johnson.
Warrick y Stokes se hacen cargo de la escena. Analizan la escena y notan que el maletín con droga había sido registrado con 20 paquetes, encontrando 21 en la escena del crimen, con sólo un intervalo de 30 minutos de una supuesta manipulación de evidencia. La conclusión que saca Wendy es que el asesino debe ser alguien del laboratorio.
Wendy decide partir analizando la proveniencia de la bomba. Stokes se encarga de ello, llevando las pruebas químicas a rastros y deduciendo que el artefacto es un explosivo binario (de presión), el asesino habría puesto el cargador encima del paquete de más para que cuando fuera removido, un simple movimiento provocara la explosión. Gracias a los restos del detonador pueden localizar la fuente de este. 
Warrick y Stokes se dirigen donde Bobby Dawson (balística) para investigar más a fondo la proveniencia del artefacto. Encuentran en un armario -donde el candado había sido forzado- la falta de un detonador similar al encontrado en la escena del crimen. Wendy pide los resultados de rastros, informando que el explosivo era nitro acetato líquido mezclado con nitrato de amonio sólido envuelto en bicarbonato de sodio. El nitro acetato debe mantenerse refrigerado, pista que utilizan para buscar en todas las neveras del laboratorio. Llegan hasta Henry Andrews (toxicología), encontrando en su nevera nitrógeno tetra-hidrato y nitrato de sodio, que mezclados producen nitro acetato. Encuentran también el bicarbonato de sodio utilizado para ocultar el explosivo. Cuando Brass empieza a interrogar a Henry, este le confiesa que es el asesino. 
Corte del juego: Nick muestra preocupación por Grissom y lo va a visitar a su oficina, le invita a comer algo después del trabajo. 
Llega Mandy Webster de "huellas" a donde se encuentra Hodges y Wendy, muy interesada en jugar. Archie ya había corrido el rumor del juego.

### Segundo Juego
Jugadores: Wendy Simms, Mandy Webster y Henry Andrews.
Víctima: Henry Andrews.
La misma Mandy llega donde Henry preguntando por unos resultados tóxicos cuando lo encuentra congelado en un frigorífico.
El Dr. Robbins y David Phillips observan el congelado cuerpo de Henry en una camilla. Revelan que el cuerpo fue encontrado con restos de sudor, deduciendo que se estaba esforzando por salir, y que estuvo al menos un par de horas encerrado a -10 °C. Esperarán que se descongele para iniciar la autopsia. Mientras tanto, Wendy se enfoca a analizar el frigorífico.
Es Catherine la que procesa la escena, encontrando múltiples envases de químicos rotos y un lugar en completo desorden, esta comenta que pudo ser resultado de una pelea previa o un pánico de Henry por intentar salir. La manilla de emergencia estaba rota, por lo que era imposible escapar. Los frascos de químicos rotos habrían liberado cloroformo y metiletilcetona, gases letales para los humanos; Cath enviaría pruebas a rastros. Por la manilla exterior había restos de "mantequilla de cacahuete", concluyendo que hasta los asesinos tenían que comer.
Los CSI revisaron todos los envases de basura del departamento, llegando al posible culpable: Bobby Dawson. Brass lo interroga pero este niega haberlo hecho, sin embargo confiesa que entró al frigorífico para dejar unas muestras. 
Llegan los resultados de la autopsia, y no fue hipotermia la causa de muerte, sino sobredosis masiva de PCP. Esta provoca confusión y fiebre muy alta, deduciendo que Henry entró al frigorífico para enfriarse. 
Corte del juego: Llega Henry Andrews al juego, ofuscado con Hodges por haberle dado una muerte tan indigna.
No se encontraron rastros de PCP en las fosas nasales ni en pulmones, por lo que Wendy relacionó las manchas de sudor encontradas anteriormente en su cuerpo con la impregnación del tóxico en sus ropas (en este caso, su bata de trabajo). Cath las analiza confirmando la suposición de Wendy.
Sabiendo ya la causa de muerte, los jugadores ahora intentan descifrar quien fue el asesino, para ello se enfocan en el PCP, sustancia bastante mal oliente, por lo que para deshacerse de la evidencia deben haberla tirado por fregaderos o extractores de aire, y como por regla del departamento las batas deben quedarse en este, la aplicación del producto debió realizarse en el mismo laboratorio.
Catherine analiza los fregadores en búsqueda de PCP, pero no encuentra nada, pero una planta se encontraba al lado de estos, así que deciden analizarla. El asesino había limpiado toda prueba de PCP del fregador, pero los gases los había absorbido la planta. Todo esto en el laboratorio de: Wendy.
Corte del juego: Wendy le pide un juego más a Hodges, este entiende que ella se está divirtiendo, escena donde vemos un pequeño coqueteo entre ambos. Wendy le confiesa que hará la prueba para ser un CSI de campo y que el juego es un buen entrenamiento teórico y práctico para hacerlo.
Catherine se encuentra con Grissom y le pregunta por como está. Le recomienda que descanse unos días y vaya detrás de Sara.

### Tercer Juego
Jugadores: Wendy Simms y Henry Andrews.
Víctima: Wendy Simms.
Se muestra a Wendy Simms tirada en el suelo de su oficina ya muerta, con mucha sangre a su alrededor, con una caja de evidencias y con los objetos tirados de forma muy desordenada.
En este caso el que se encargara de la escena es Greg Sanders. Mientras fotografía el lugar, Sanders nos cuenta que la víctima posee un corte en cuello, y que los objetos que están tirados en el suelo son evidencias ya etiquetadas de otro caso. Encuentra un zapato de la víctima, que tiene marcas aceitosas en su base. Sanders encuentra el residuo aceitoso en la escalera. 
Se muestra como pudo haber ocurrido el accidente: Wendy intenta coger una caja con evidencias desde un lugar superior de la oficina arriba de una escalera, ella tambalea, cae y su cuello es azotado con la esquina de un escritorio, cortándose y desangrándose. Wendy protesta que no es tan torpe.
Analizando más minuciosamente el aceite, encuentra cerdas de cepillo, por lo que el líquido fue aplicado intencionalmente. Se manda la prueba a rastros, encontrando que la sustancia era teflón con dos partes de aceite: un lubricante para armas, momento en que se ve a Brass interrogando nuevamente a Bobby "el tipo de las armas" Dawson. Bob da una explicación técnica de la mezcla, diciendo que los que saben de armas, jamás aplicarían dicha mezcla a estas. 
Se ve al Dr. Robbins explicando la causa de muerte a Sanders. Esta fue el golpe en cuello, donde Wendy estuvo consciente entre 30 y 60 segundos antes de que la pérdida de sangre fuera letal. Sanders piensa que es mucho tiempo para no haber pedido ayuda o haber escuchado sus gritos. Revisando el archivo encuentra que no hay sangre en sus manos, por lo que si estaba consciente tampoco fue capaz de detener la hemorragia. Ahí viene la interrogante de Greg, de que si pudo haber ocurrido algo antes de caer, como un ataque cardíaco. Robbins no lo descarta, pero para una mujer joven y sana es muy poco probable. Sanders encuentra una pequeña quemadura peri-mortem en su muñeca, encontrando en los objetos del caso un brazalete de plata, que concuerda con la marca, que Wendy llevaba puesto.
La pregunta que se hace Henry es ¿qué cosa quema la plata y detiene tu corazón al mismo tiempo?: Electricidad
.
Sanders revisa la escena nuevamente y encuentra una batería de moto en la caja de ventilación conectada a la escalera y a la caja de evidencias. El contacto de Wendy con la caja le provocó un golpe eléctrico mortal, que le hizo caer y morir. 
Corte del juego: En ese momento Wendy y Henry empiezan a cuestionar el juego de Hodges, argumentando que era muy poco probable que el asesino diera con una persona puntual para matar, y que cualquiera pudo haber entrado a hacerlo.
Wendy descubre que Hodges tenía una grabadora bajo la mesa y había grabado todos los juegos. Hodges agradece la participación diciendo que experimento intelectual había terminado.
En los casilleros del laboratorio Wendy descubre el prototipo del juego de Hodges, en forma de tablero y con fichas, llamado "Lab Rats". le pregunta a Hodges del porque los grababa sin decirles, este comenta que quería respuestas sinceras y honestas, para poder mejorar su juego. Wendy encuentra figuritas de todos los técnicos de laboratorios y entusiasmada los empieza a ver, hasta que se topa con el suyo que dice: "Mindy Bimms, la torpe aunque pechugona técnico de ADN". Wendy se ofusca y luego de describir a Hodges como el listo más tonto que ha conocido, se va.
Grissom caminando por el laboratorio se encuentra a Hodges imitando a Wendy sarcásticamente, este le pregunta que hace, Hodges le comenta de su juego. Grissom que es un admirador de los juegos accede a jugar.

### Cuarto Juego
Jugadores: Gil Grissom.
Víctima: David Hodges.
Tras leer la introducción del juego en su caja, Hodges termina muerto en el suelo por un disparo en la frente mientras grababa en video aquel texto en su computador.
Todo ocurrió en el laboratorio, nadie oyó el tiro ni tampoco hay testigos. Hodges descarta a Grissom como candidato a asesino.
Es el mismo Grissom quien reúne las pruebas. Encuentra en la escena un único casquillo de 9 mm. en la entrada del laboratorio de rastros. Su primera teoría es un tiroteo de pasada.
En la autopsia Robbins revela que la trayectoria del disparo es aproximadamente 90° en forma vertical y que la bala ingresó directamente a su cráneo. La bala no ha salido y permanece intacta. Cuando es extraída es analizada: La punta de la bala está muy deformada y la base está picada. Grissom la corre por el IBIS. Encuentra un empate con una pistola que había pasado por el laboratorio hace más menos una semana en un programa de recompra, luego había sido destruida. 
Grissom entonces se enfoca en ver detalladamente lo que sucedió en la película que dejó grabada Hodges al momento de recibir el disparo. Cuando Hodges fue disparado, este no vio nada raro en el pasillo, por lo que la bala no vino de ahí. Grissom encuentra un estante donde en un lugar escondido estaba la pistola (de bolsillo), con un cañón sin estrías y un gatillo remoto. Grissom analiza el cañón, este contiene rastros de pólvora. Grissom analiza los datos que tiene, y concluye que si la bala estaba picada en la base (resultado de la exposición a pólvora sin humo) fue disparada 2 veces. Para Grissom, el asesino hizo un test del arma sabiendo que sería destruida, pero guardó la bala y el casquillo. Luego puso la bala en el cañón, pólvora y lo conectó al gatillo remoto, que podría haber sido activado desde un celular o de internet. El cañón es de un mosquete antiguo, y Bobby Dawson en sus tiempos libres se dedica a restaurarlos.
Vemos como Bob se escapa del interrogatorio ya desperado por las tantas veces que lo inculparon hoy, le roba el arma a un policía y Brass lentamente actúa: le da 6 balazos dándole muerte. Pero Grissom sabe que no fue él, ya que según el tablero si la bala no hubiera pegado en la cabeza de Hodges, esta se dirigiría directamente al laboratorio de Bob, y, ningún tipo que sabe y usa armas se interpondría en la trayectoria de una bala.
De acuerdo con el video, comenta Grissom, Hodges se inclina ínfimamente para recibir la bala, sabía que venía y se aseguró de estar en la posición perfecta para recibirla. Hodges había sido algo más que una víctima.
Corte del juego: Hodges luego de hacer una pequeña referencia a Star Wars (él era un simple Padawan al lado de un Maestro Jedi que era Grissom) describe a Grissom como alguien que no está preparado para dejar los enigmas del trabajo, pero que Sara si lo estaba. Tras intentar aconsejarlo, Grissom lo detiene y le pide otro juego.

## Lab Rats

### Introducción de la caja
"¿Qué hace difícil coger a un asesino?
¿Es el total poder destructivo del asesinato en sí mismo que elimina las pruebas como extingue la vida
¿O es la cadena de sucesos que el asesinato pone en movimiento que oscurece el verdadero crimen?
¿O es el mecanismo tan complejo y diabólico que bordea en lo increíble?
Lo cierto, es que es todas esas cosas, y todas esas cosas son la misma.
Porque la única manera real de coger a un asesino, es ser más listo que él. Y esperar que no sea más listo que tú."

### Experimento intelectual
Hodges define a "Lab Rats" no como un juego en si, sino que como un experimento intelectual, donde el objetivo es que si quieres ser un buen criminalista, tienes que aprender a pensar como un asesino. Para jugar sólo se debe responder a 2 preguntas: "¿Quién lo hizo y cómo?
El narrador primero introduce la escena del crimen de manera muy detallada, sin obviar detalles (ya que en estos se puede encontrar la solución).
A partir de aquí la historia la continúa el jugador, con un simple juego de preguntas y respuestas al narrador.
Debe aclararse que el narrador no debe mentir si es que un jugador se acerca a la respuesta; no puede haber cambios en la solución.

## Curiosidades
- Es el único capítulo de CSI donde todo sucede dentro del laboratorio y donde no se muestran casos de ciudad, sólo los que plantea Hodges.
- El capítulo cuenta con innumerables escenas de interacción con el televidente, como miradas a la cámara por parte de los actores del equipo que intentan ayudar al jugador en cuestión a resolver el misterio del juego.
- El humor está presente en diversas situaciones: como en el hablar de los muertos, la sobreactuación de los personajes y las miradas conscientes a la cámara.
- Al ser Hodges el narrador de los juegos, tiene el control de la actuación de los hechos y personajes, enalteciendo siempre lo importante de su trabajo en el laboratorio y caricaturizando al resto del equipo.
- En todos los juegos del capítulo, a pesar de ser homicidios bastante violentos y agresivos, David Phillips menciona siempre la frase "no hay signos de agresión sexual", incluso en el juego donde Wendy era la víctima; en este Phillips lo susurra al oído de Greg Sanders, además en este último lo dice riéndose pero antes de decirlo(mientras David se ríe) Robbins le advierte que si lo dice de nuevo lo echaría a patadas y cuando Phillips lo dice Robbins le gita: ¡Vete! ¡Pero ya!